# 33421 Byronxu
33421 Byronxu este o planetă minoră (asteroid), cu un diametru de 2,589 km, din centura de asteroizi. A fost descoperită pe 13 februarie 1999 la Experimental Test Site⁠(d) de Lincoln Near-Earth Asteroid Research. 
Obiectul prezintă o orbită caracterizată de o semiaxă mare de 2,2683301 UAi, o excentricitate de 0,14, o înclinație de 1,15092 ° în raport cu ecliptica.